# Rally de Noruega
El Rally de Noruega fue parte de la temporada 2007 del Campeonato Mundial de Rally y, fue, como el Rally de Suecia, en superficie nevada. Anteriormente sólo el Rally de Suecia había sido la única prueba del WRC sobre nieve. La conducción sobre nieve y hielo es considerada exótica en el contexto de los rallys y con la utilización del Vikingskipet ("El Barco Vikingo") como zona de servicio. 
El rally surge del Rally Finnskog Norway con base en Kongsvinger, pero el centro del evento fue en Hamar debido a mejores instalaciones y servicios hospitalarios.

## Características
Rápido y similar al Rally de Suecia, el de Noruega tiene la pequeña pero importante diferencia de tener tramos más estrechos y quizá más técnicos. Lo duro de los mismos puede ser la bajísima temperatura de la prueba (puede llegar hasta los 30° bajo cero), la densa capa de nieve que actúe en pista y los bancos de nieve laterales que pueden ser tanto beneficiosos como fatales para los pilotos, dado que se pueden aprovechar para reducir la velocidad y facilitar agarre como bien pueden ser auténticas "trampas" donde los mismos pueden colisionar, volcar o dañar partes importantes del motor. Aquí los pilotos usan neumáticos más estrechos y con más de 400 clavos de hasta 7 mm de longitud, para facilitar su estabilidad y agarre.
El 10 y el 11 de febrero de 2006 se celebró el rally como candidatura para el mundial con un gran éxito. La salida y la llegada se realizó en Hamar, mientras que las etapas llevó al rally a Lillehammer, Sjusjøen, Kongsvinger y Elverum.
El rally lo ganó Henning Solberg. Aunque la primera etapa fue dominada contundentemente por Daniel Carlsson, pero se salió de la carretera en el scratch 12 y se tuvo que retirar del rally. Los jóvenes talentos Mads Østberg y Anders Grøndal ocuparon la segunda y la tercera plaza del pódium.
La carrera recibió el grado "B" por la FIA, que destaca a varios rallies WRC actuales.

### Estatus del WRC
La FIA decidió el 5 de julio de 2006 en un encuentro en Parós que el Rally de Noruega iba a conseguir el status de WRC. En principio por una temporada, pero con la posibilidad de prolongarlo durante tres años más.
El primer WRC en la nieve de Noruega se celebró del 15 al 18 de febrero de 2007. El rally fue ganado por Mikko Hirvonen, por delante de Marcus Grönholm, Henning Solberg y Petter Solberg.

## Palmarés
| Año  | Edición           | Piloto          | Copiloto       | Automóvil            | Series        |
| ---- | ----------------- | --------------- | -------------- | -------------------- | ------------- |
| 2006 | 21st Rally Norway | Henning Solberg | Cato Menkerud  | Peugeot 307 WRC      |               |
| 2007 | 22nd Rally Norway | Mikko Hirvonen  | Jarmo Lehtinen | Ford Focus RS WRC 08 | WRC           |
| 2008 | No se celebró     | No se celebró   | No se celebró  | No se celebró        | No se celebró |
| 2009 | 23rd Rally Norway | Sébastien Loeb  | Daniel Elena   | Citroën C4 WRC 09    | WRC           |